# 캣데이 애프터눈
"캣데이 애프터눈"(Cat Day Afternoon)은 한국에서 제작된 권성모 감독의 2018년 영화이다. 임예은 등이 주연으로 출연하였고 백재호 등이 제작에 참여하였다.
제23회 부산국제영화제에서 권성모 감독에게 선재상이 주어졌다.

## 출연

### 주연
- 임예은
- 홍지석